# Laure de Sviatohirsk
Pour les articles homonymes, voir Monastère de Sviatogorsk (homonymie).
La laure de la Dormition de la Mère de Dieu de Sviatohirsk (en ukrainien : Свято-Успенська Святогірська Лавра (Sviato-Ouspenska Sviatohirska Lavra), en russe Свято-Успенская Святогорская лавра (Sviato-Ouspenskaïa Sviatogorskaïa lavra)) est un important monastère ukrainien orthodoxe situé au bord du fleuve Donets près de la petite ville de Sviatohirsk en Ukraine orientale.
Cette laure est dans la juridiction de l'Église orthodoxe ukrainienne (Patriarcat de Moscou). Sviatohirsk - ou Sviatogorsk - signifie « montagne sainte ».

## Historique
Les sources divergent sur la date de fondation du monastère. Selon certaines, les origines du monastère remontent au XIIIe siècle, lorsque des moines de la laure des Grottes de Kiev fuyant Kiev à cause de l'invasion mongole trouvent refuge dans la région où ils établissent les bases de la vie monastique.
Selon les sources les plus courantes, les premiers moines se sont installés sur le site du futur monastère (à flanc de falaise) entre le XIVe et le XVe siècle.
La première mention écrite du monastère est faite en 1526 par l'ambassadeur germanique Sigmund Von Herberstein qui en parle comme d'un lieu nommé la « montagne sainte » (« Святые горы » en russe, ce qui donnera plus tard Sviatohirsk, d'où le nom du Monastère)
Situé entre la Russie et le Khanat de Crimée, le monastère fut attaqué et dévasté à plusieurs reprises par les Tatars de Crimée.
En 1624, le monastère est officiellement reconnu comme le monastère de l'Assomption de la Montagne-Sainte. En temps de paix, le monastère recevait de très nombreux pèlerins et accueillait au moment des grandes fêtes religieuses de l'année plusieurs dizaines de milliers de personnes.
Mais, en 1787, les réformes anti-monastiques de Catherine II vont porter un coup fatal au monastère. Ce « paradis sur Terre », comme elle le décrivait elle-même, est aboli par un de ses décrets, et la propriété du lieu est donnée à son favori Grigori Potemkine,. Il n'y aura plus de vie monastique sur place jusqu'en 1844, date où l'Empereur Nicolas Ier rouvre le monastère.
Au cours des soixante-dix années suivantes, il va connaître une progression sans précédent, devenant l'un des plus grands monastères de l'Empire russe. À la veille de la Première Guerre mondiale, il compte environ 600 moines. 
Mais à la suite de la révolution russe et de la prise du pouvoir par les bolcheviks, le monastère connaît une période tragique : de 1917 à 1922, le monastère est profané, pillé, les moines sont tués et en 1922, il est fermé sur ordre des autorités communistes et transformé en maison de repos. Il sera partiellement détruit dans les années suivantes.
À la suite de la chute du communisme en 1991, le monastère est restauré et les bâtiments détruits sont reconstruits. Le monastère a été rendu à l'Église orthodoxe russe qui y a restauré la vie monastique. Aujourd'hui[Quand ?] le monastère est redevenu l'un des plus importants d'Ukraine. Il compte une centaine de moines et attire chaque année des centaines de milliers de pèlerins et visiteurs. Depuis 1997 il fait partie du Parc national de Sviasti Hory.
En 2005, il s'est vu accorder le statut de « laure ».

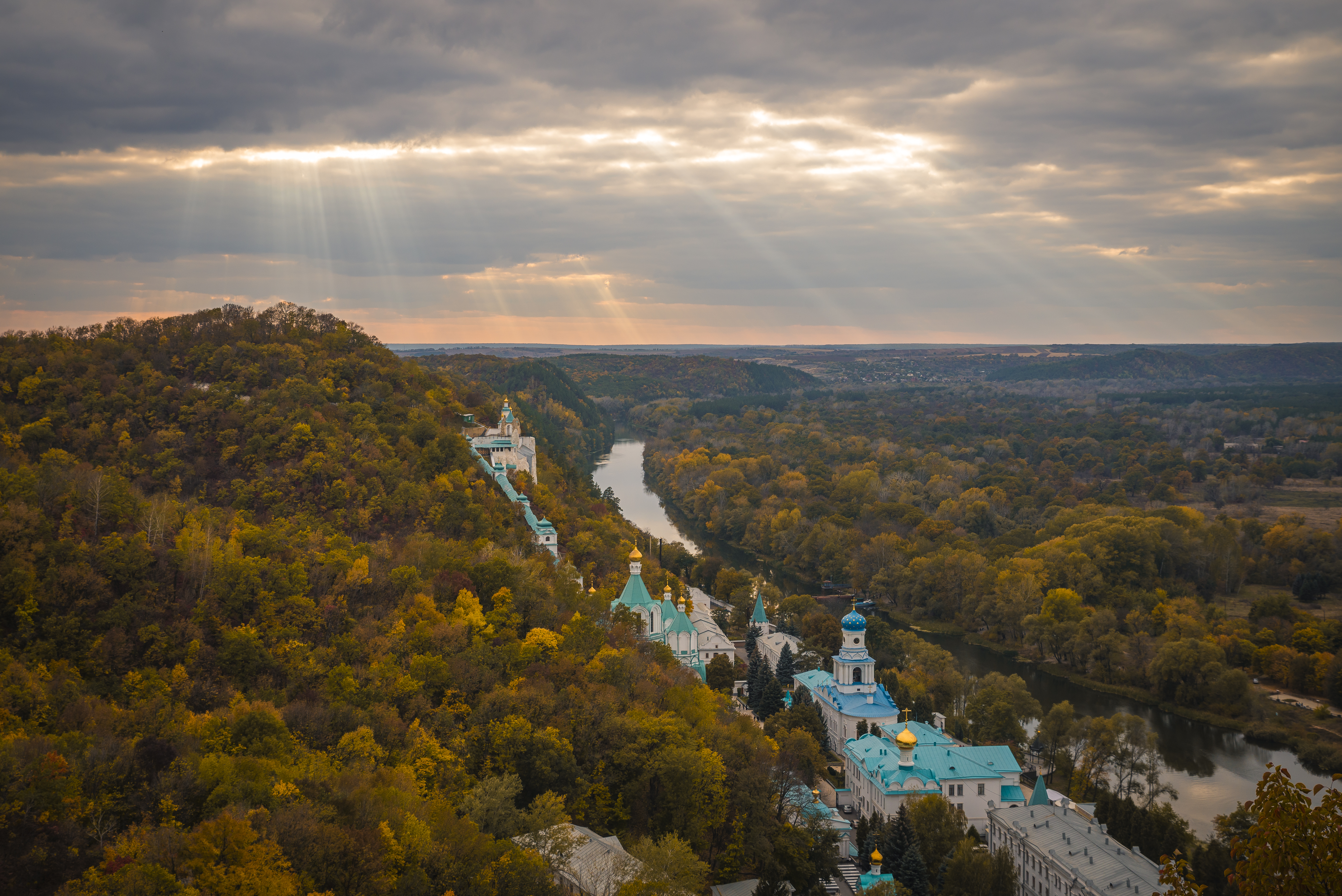
Le monastère et vue de la colline
Laure de Sviatohirsk, Svyatogorsk. Bienheureuse Vierge Marie (sculpteur : Mykola Chmatko)
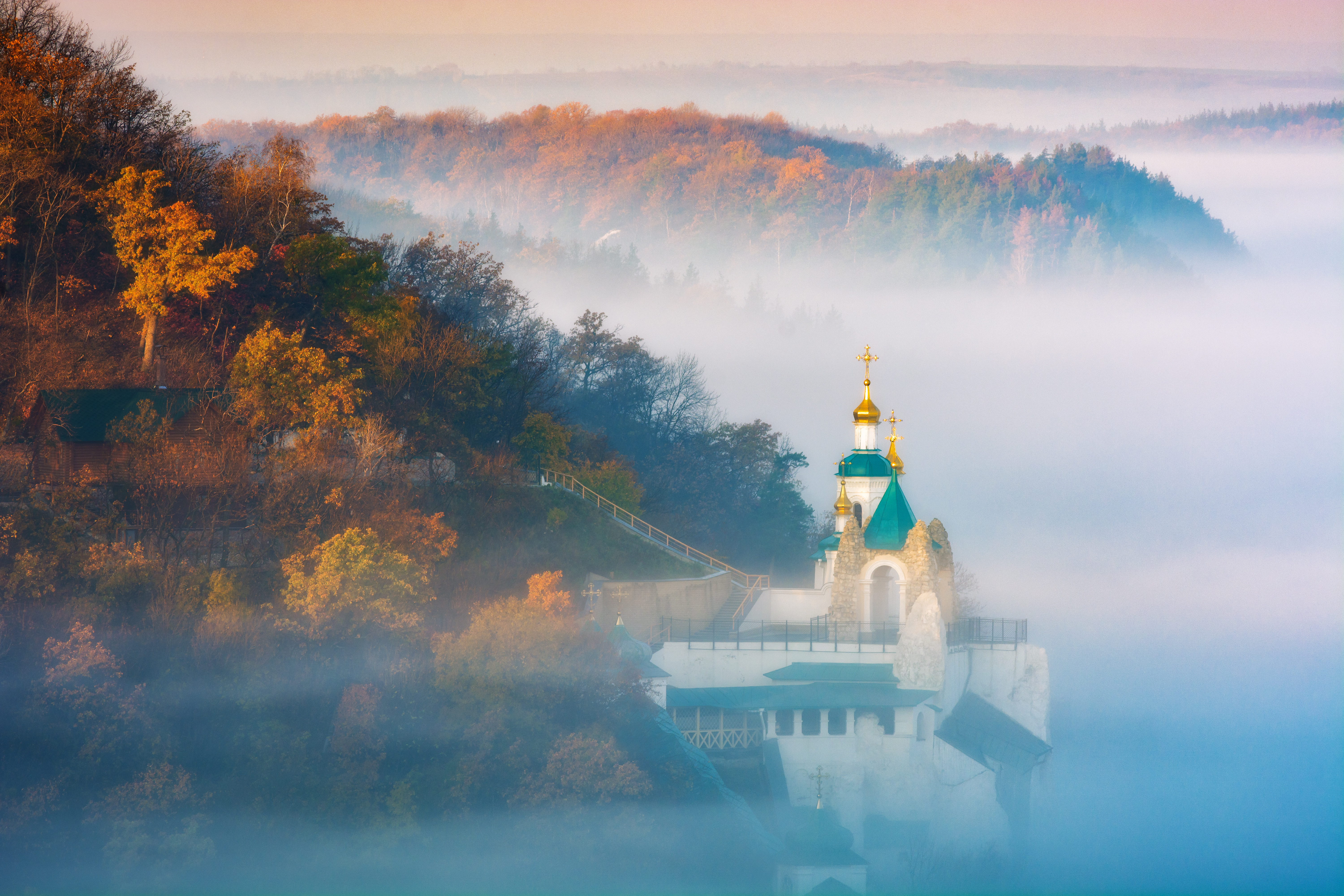
L'église Saint-Nicolas à Laure de Sviatohirsk. Octobre 2019.
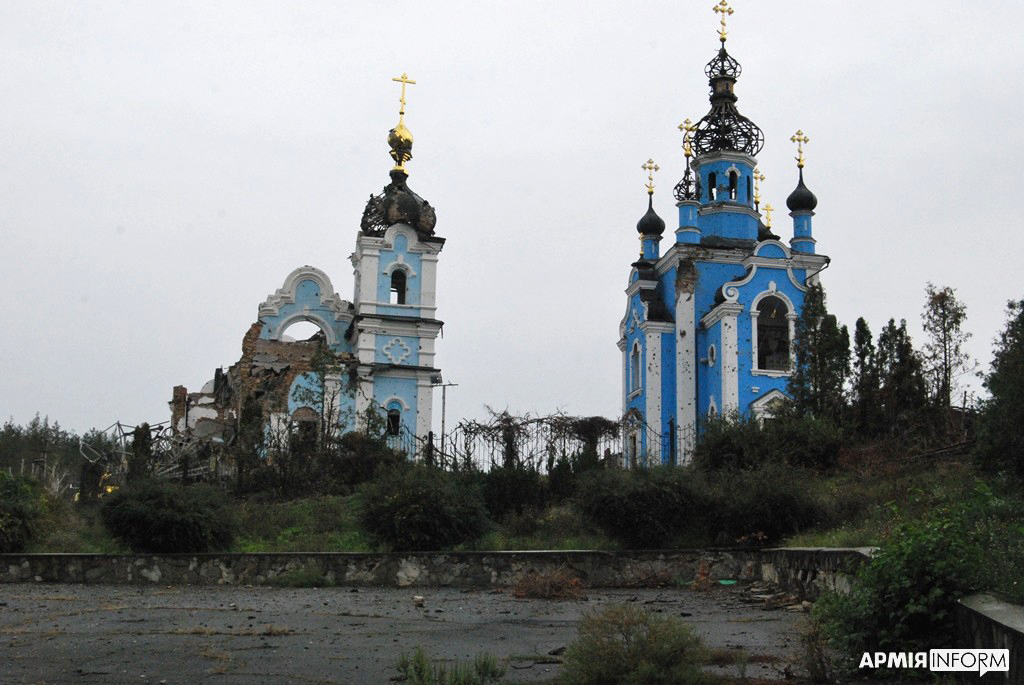
Dommages
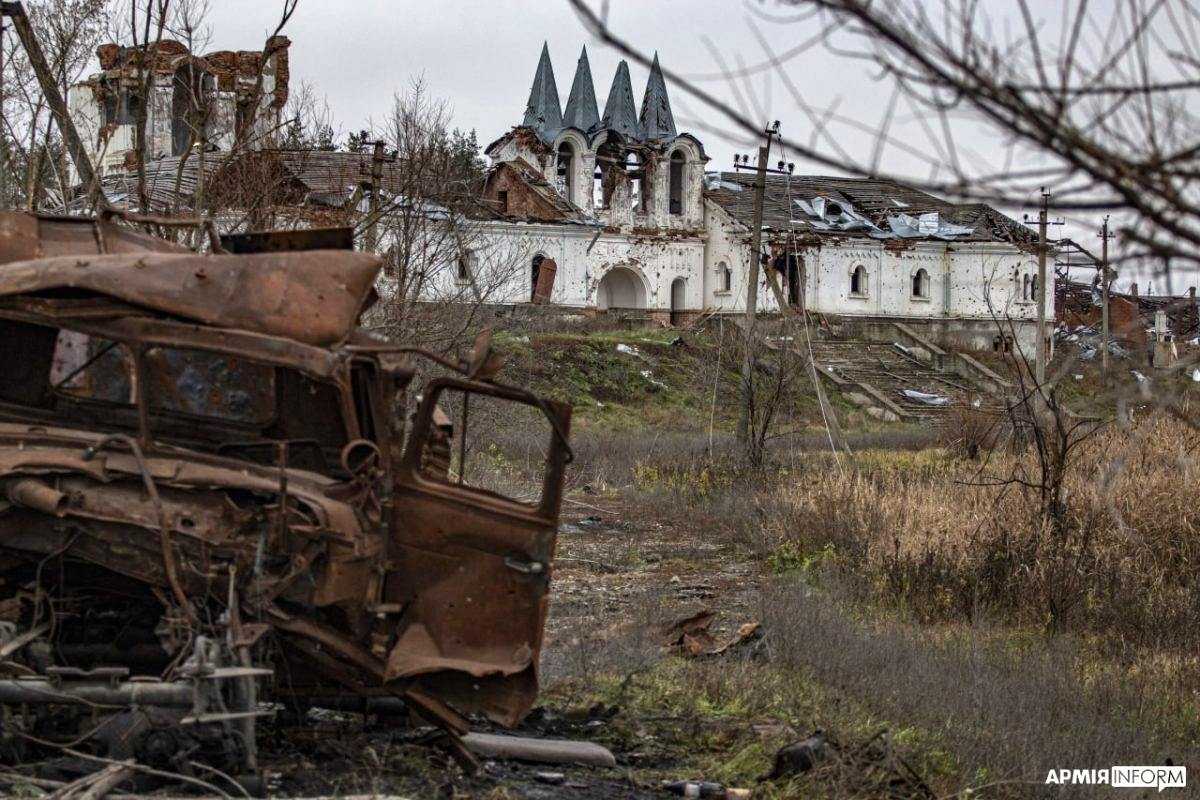
de la
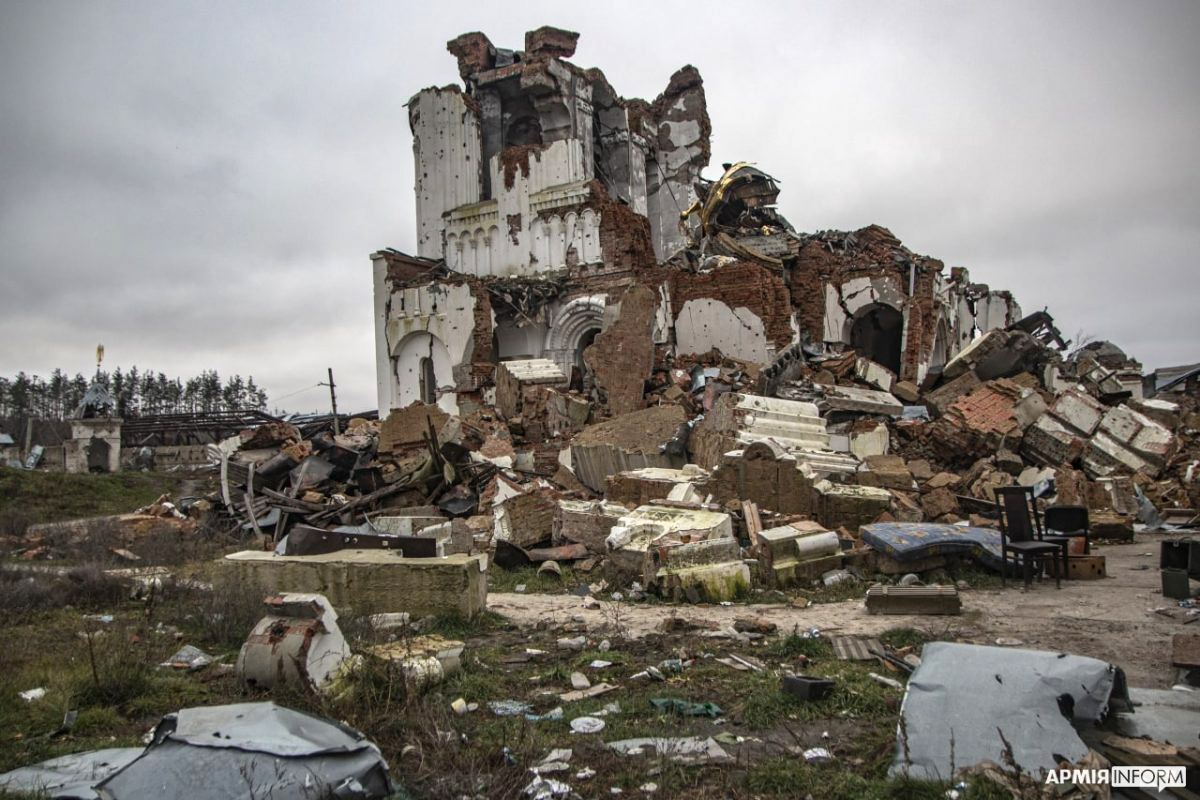
guerre.

Dans la nuit du 12 au 13 mars 2022, lors de l’invasion de l'Ukraine par la Russie, le monastère est touché des bombardements russes, faisant une trentaine de victimes — dont l’archimandrite, deux moines et une religieuse — parmi le millier de personnes s’y étant réfugiées, selon le parquet général ukrainien.

## Patrimoine artistique
En raison de son caractère pittoresque, le monastère a inspiré au cours des siècles de nombreux artistes.
- « Vierge de Sviatohirsk », sculpture créée par Mykola Chmatko en 2004.